# Ашкеназі Володимир Давидович
Ашкена́зі Володимир Давидович (*6 липня 1937) — радянський (до 1962) та ісландський (з 1969) піаніст і диригент. Живе в Швейцарії. Семиразовий лауреат премії «Греммі».
Народився в м. Горький (нині — Нижній Новгород) у сім'ї естрадного піаніста, єврея за походженням, Д. В. Ашкеназі. В 1960 закінчив московську консерваторію як піаніст в класі Л. Оборіна. У 1955 завоював 2-ю премію на Міжнародному конкурсі піаністів імені Ф. Шопена в Варшаві, в 1956 — 1-у премію на Міжнародному конкурсі імені королеви Єлизавети (Брюссель), а в 1962 — 1-у премію на Міжнародному конкурсі ім. П. І. Чайковського у Москві (поділив з Джоном Огдоном). У 1958 виступав із концертами в США, у 1962 вперше виступив у Лондоні. В 1963 емігрував до Великої Британії, де почав виступати й як диригент. У 1972 отримав ісландське громадянство. З 1981 диригент, а з 1987 — головний диригент і художній керівник Королівського філармонічного оркестру в Лондоні. З 1989 одночасно диригує Симфонічним оркестром Західного Берліна (нині Берлін). Гастролює в різних країнах світу.
Наразі — Президент Рахманіновського товариства.

## Біографія
Народився в сім'ї відомого естрадного піаніста Давида Ашкеназі, мати — Євстолія Григор'ївна (до шлюбу Плотнова).
Рано проявив музичні здібності і в 1945 році вступив у Центральну музичну школу.
Перший сольний концерт Ашкеназі в Великій залі Московської консерваторії, складений виключно з творів Шопена, відбувся в квітні 1955 року, у тому ж році він вступив до Консерваторії в клас Льва Оборіна (асистентом у класі був Б. Я. Землянський, вклад якого в своє становлення як піаніста високо оцінює сам Володимир). Ашкеназі вважає своїми головними вчителями А. Сумбатян, Л. Оборіна й Б. Землянського.
Наступного року піаніст досягає першого великого міжнародного успіху: йому присуджена друга премія на Конкурсі імені Шопена в Варшаві й перша — на Конкурсі королеви Єлизавети в Брюсселі. У 1957 році відбулись його перші закордонні гастролі в Німеччині.
У 1962 році Ашкеназі завоював першу премію на Другому Міжнародному конкурсі імені Чайковського в Москві, розділивши її з англійцем Джоном Огдоном.
Рік по тому, після свого дебюту в Лондоні, Ашкеназі вирішив не вертатися на батьківщину й разом з дружиною — ісландською піаністкою Торун Софієй Йоханнесдоттир (випускницею Московської консерваторії) і сином переїжджає в Англію. У 1963 р. в Лондоні був удостоєний Міжнародної музичної премії Гаррієт Коен.
У 1969 році сім'я переїхала в Ісландію, де Ашкеназі почав диригентську кар'єру. У різні роки він керував Лондонським філармонічним оркестром, Королевським філармонічним оркестром (з 1987 по 1994), Клівлендським симфонічним оркестром, оркестром Берлінського радіо та ін. В наші дні Ашкеназі продовжує свою музичну кар'еру й багато гастролює в різних країнах світу як піаніст і диригент.